# Генрих Баварский
Генрих Баварский (24 июня 1884, Мюнхен — 8 ноября 1916, Арджеш) — член баварского дома Виттельсбахов, награждённый знаками отличия офицер Первой мировой войны.

## Биография
Генрих был единственным сыном Арнульфа Баварского (1852—1907) и Терезы Лихтенштейнской (1850—1938).
Он вырос в Мюнхене, где одним из его учителей был Гебхард Гиммлер, отец Генриха Гиммлера. Старший Гиммлер был ярым монархистом: когда у него родился второй сын, он попросил принца назвать ребёнка в его честь — Генрихом. Принц также согласился стать крёстным отцом Генриха Гиммлера.
В 17 лет Генрих вступил в баварскую армию в звании лейтенанта. Первоначально он служил в королевском баварском пехотном лейб-полку, но позже был переназначен в 1-ю королевскую баварскую тяжёлую кавалерию «Князь Карл Баварский».
После начала Первой мировой войны полк участвовал в боевых действий на западном фронте, где принц Генрих получил тяжёлое ранение. После выздоровления он вернулся в свой старый пехотный полк и в июне 1915 года получил звание майора. В то же время он был назначен ответственным за 3-й батальон вновь созданного Немецкого Альпийского корпуса, дислоцированного в Карнийских Альпах. В конце 1916 года батальон был переведён в Румынию, где сражался на перевале Турну Рошу. Во время последовавшего немецкого наступления на Монте-Суле через Германштадт (Сибиу) в Трансильванских Альпах 7 ноября 1916 года Генрих был смертельно ранен снайпером и умер от ран днём позже, 8 ноября 1916 года.
Тело Генриха было перевезено обратно в Мюнхен, где он был похоронен рядом с отцом в Театинеркирхе. Посмертно, 6 марта 1917 года, он был награждён Рыцарским крестом военного ордена Максимилиана Иосифа за исключительную храбрость. Ранее он был награждён Железным крестом 1-го класса за участие в боевых действиях в июне 1916 года.